# Kultura grobów jamowych (IV/III tys. p.n.e.)

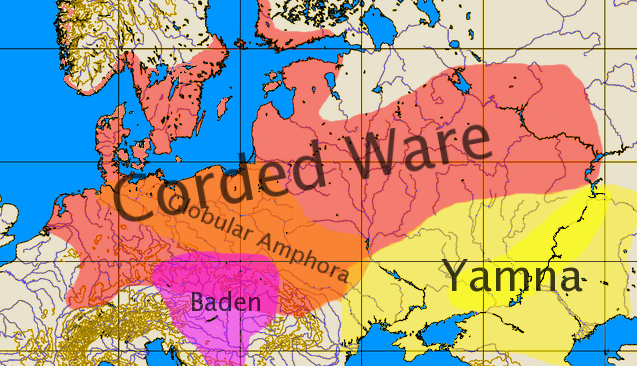
Obszar kultury grobów jamowych (na żółto), kultura ceramiki sznurowej na czerwono

Kultura grobów jamowych – kultura archeologiczna datowana na około 3300–2600 p.n.e. związana z jeźdźcami, identyfikowanymi genetycznie jako pochodzącymi ze wschodnioeuropejskich stepów. Kultura grobów jamowych w ciągu kilkuset lat opanowała tereny współczesnej Ukrainy i części Rosji. Pod względem DNA autosomalnego, twórcy kultury grobów jamowych byli wysoko spokrewnieni z współczesną ludnością Europy Środkowo-Wschodniej, zaś najmniej - współczesnej Europy Południowej.
Nazwa pochodzi od typowego pochówku szkieletowego pod kurhanem w jamie grobowej. Czasami kulturę tę utożsamia się z najstarszą fazą tzw. kultury grobów ze szkieletami pokrytymi ochrą (jej dalsze fazy to kultura grobów katakumbowych i kultura grobów zrębowych).
Gospodarka oparta głównie na hodowli, w mniejszym stopniu na rolnictwie.

## Kluczowa rola w zasiedleniu Europy przez współczesnego człowieka
Według badań DNA z zachowanych szkieletów, kultura grobów jamowych stanowi trzecią i ostatnią fazę kolonizacji Europy przez współczesnego człowieka (Homo sapiens). 4500 lat temu z terenów dzisiejszej zachodniej Rosji i Ukrainy napłynęli przybysze reprezentujący kulturę grobów jamowych i skolonizowali Europę Środkowo-Wschodnią. Badacze uważają, że ślady kultury grobów jamowych świadczą także o jej wschodniej ekspansji, np. na tereny Syberii i zachodnich Chin.

## Teorie  językowe
Według teorii kurhanowej ludność kultury grobów jamowych miała wprowadzić na kontynencie europejskim protoplastę tutejszych języków indoeuropejskich (mogli być również drugą fazą przeniknięcia tej grupy językowej ze wschodu do Europy).